# 書面挪威語
書面挪威語（「書面語」），又稱挪威博克莫尔语、挪威博克马尔语或巴克摩挪威語，是兩種官方認可的挪威語之一，在挪威有約85%人士使用。書面挪威語並無設定標準發音。
書面挪威語由挪威語言委員會負責規範拼寫。而另外一種更加保守的挪威語正字法國家挪威語，則由挪威學院負責。
書面挪威語自1879年起開始發展，但最早的正字法方案發佈於1907年，當時名字仍為國家挪威語。
書面挪威語實質上為丹麥語的一種改造方案。挪威在過去的歷史長期處於丹麥的統治，因此本國的城市精英多數講丹麥語。1923年，挪威最大的保守派報紙《挪威晚郵報》開始採用1907年正字法，挪威開始停止使用丹麥語。1929年，挪威議會正式將該方案命名為書面挪威語，當時有議案提出將挪威語的書面形式命名為丹麥—挪威語，但以一票之差未獲通過。
挪威政府並無規範書面挪威語的發音，並且推薦使用者以其本地的發音為準。然而，挪威東南部的口音被視為書面挪威語事實上的標準發音。東部挪威語是字典中最常引用的讀音，同時亦是外國人學習挪威語的首選發音。但東部挪威語在挪威東南部以外的地區，並沒有任何使用上的優勢。各種口音的挪威語在傳媒和議會上都有人使用。

## 歷史

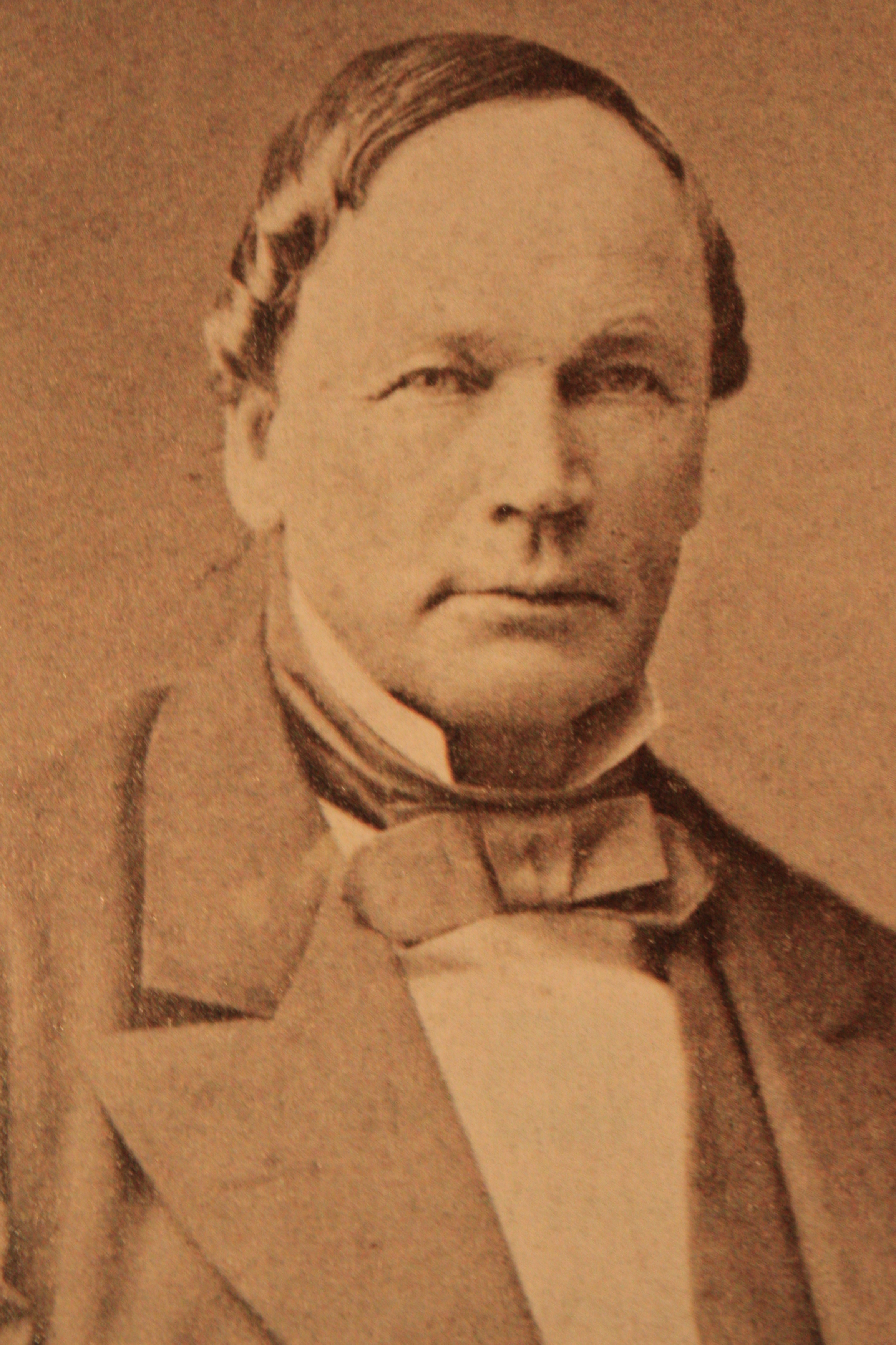
克勞茲·克勞森一般被譽爲“書面挪威語之父”。

直至14世紀左右，各古諾斯語的書面語都仍然高度統一，但口語則逐漸分化並且差異變大。
1380年，挪威與丹麥形成共主聯邦。直至16世紀早期，挪威喪失了其獨立的政府，並且與丹麥一共組成丹麥-挪威聯合王國，該王國於1814年解散。在兩國合併時期，現代丹麥語及挪威語開始形成，而丹麥標準書面語亦開始在此時期出現，並受低地德語影響極深。隨後的宗教改革運動中，聖經亦被翻譯爲丹麥語，進一步推動了丹麥語的標準化。挪威語中的古諾斯語殘留被標準丹麥語所取代，後者亦成爲挪威所有官方文件的書寫語言。
挪威人主要使用丹麥語爲書面語言，但是在城市精英階層中，或者其他官方場合，丹麥語亦逐漸作爲口語被使用。當時挪威精英階層的口頭語言主要是丹麥-挪威語，該語言實質上是帶挪威口音的丹麥語，並且部分語法被簡化，同時擁有一些挪威本地詞彙。但是隨着丹麥語不斷挪威化，本地的上層階級所使用的語言亦隨之發生變化，最終從丹麥-挪威語逐漸演變爲書面挪威語及國家挪威語。
1814年挪威從丹麥獨立，儘管有過反抗，新獨立的挪威隨後還是被瑞典所吞併。但民族主義已經開始在挪威發展，並且繼續影響挪威語的演變。挪威愛國主義詩人亨利克·韋格蘭德（1808-1845）開始着力恢復挪威語中的一些古老本地傳統，並且呼籲一種不同於丹麥語，挪威人自己的語言。挪威語言學家克勞茲·克勞森所設計的語言改革方案極大影響了該國1907年的正字法及1917年的語言改革，故克勞森亦被譽爲“書面挪威語之父”。

## 爭議

### 國家挪威語 vs 書面挪威語
1899年，比約恩斯徹納·比昂松所提出將挪威境內所用的丹麥-挪威語稱爲國家挪威語（Riksmål）。同年，在他的領導下，挪威興起國家挪威語運動，以抗衡同期發展的新挪威語運動。
1917年的語言改革中，一些挪威方言和新挪威語的元素被添加至傳統的丹麥-挪威語。該舉被視爲政府欲將兩種書寫規範整合爲一的嘗試。但國家挪威語主義者則強烈反抗新挪威語的影響。
1938年的書面挪威語改革中，書面挪威語呈現出更多的新挪威語元素，並且原先一些傳統丹麥-挪威語的表達亦被廢止。該改革方案被認爲是更加激進的書面挪威語，通常被稱爲共同挪威語。方案遭受國家挪威語主義者更加強烈的反抗，並且反抗運動於1950年代達到頂峯。1953年，挪威學院成立。由於國家挪威語主義者持之以恆的反抗，1959年政府開始更加溫和的語言改革，並且一些之前作出的激進改革亦在1981年及2005年的改革方案中被陸續廢止。
現時，國家挪威語主要指1938年語言改革前的書面挪威語，該套正字法並不享有官方地位，且主要由挪威學院負責規範管理。雖然國家挪威語在歷史上亦曾經歷了數次改革，但都沒有像書面挪威語那麼激進。在最近的一次的書面挪威語改革中，兩者的差異進一步縮小，現類似於美式英語及英式英語之間的關係。但挪威學院依然堅持自己的標準。
挪威最大的報紙——《挪威晚郵報》，至今依然繼續使用國家挪威語作爲標準書寫語言。

### 語言稱呼
國家挪威語和書面挪威語亦可被稱爲丹麥-挪威語。但是一般在挪威國內很少人使用這個叫法，同時國家/書面挪威語的支持者亦不喜歡這個明顯帶有丹麥味道的叫法。爲了保持與丹麥語的距離，當時的丹麥-挪威語使用者才採用諸如國家挪威語、書面挪威語般的中立稱呼。